# 莫利耶尔格朗达
莫利耶尔格朗达（法語：Molières-Glandaz）是法国德龙省的一个旧市镇，位于该省东部，属于迪镇区。2016年1月1日，莫利耶尔格朗达和相邻的迪瓦地区艾克斯合并为新市镇迪瓦地区索洛尔。

## 地理
莫利耶尔格朗达（44°43'34"N, 5°23'57"E）面积2.87 平方千米，位于法国奥弗涅-罗讷-阿尔卑斯大区德龙省，该省份为法国东南部内陆省份，北起顺时针与伊泽尔省、上阿尔卑斯省、上普罗旺斯阿尔卑斯省、沃克吕兹省和阿尔代什省接壤。
与莫利耶尔格朗达接壤的市镇（或旧市镇、城区）包括：迪瓦地区索洛尔、迪镇、拉瓦勒代克斯、迪瓦地区艾克斯。

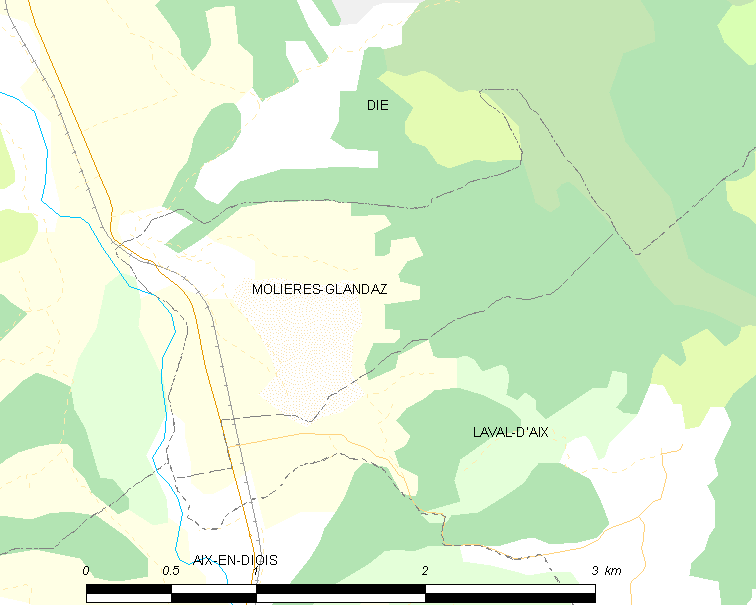
莫利耶尔格朗达的OSM定位图

莫利耶尔格朗达的时区为UTC+01:00、UTC+02:00（夏令时）。

## 行政
莫利耶尔格朗达的邮政编码为26150，INSEE市镇编码为26187。

## 政治
莫利耶尔格朗达所属的省级选区为迪瓦县。

## 人口

1962-2008年间莫利耶尔格朗达人口变化图示

莫利耶尔格朗达于2018年1月1日时的人口数量为96人。